# Berkatlah Yang DiPertuan Besar Negeri Sembilan
Berkatlah Yang DiPertuan Besar Negeri Sembilan (tiếng Việt: Ban phước cho lãnh chúa vĩ đại của Negeri Sembilan) là bang ca của Negeri Sembilan, Malaysia. Nó được phổ nhạc bởi Andrew Caldecott với lời bởi Tunku Zakaria Mambang.

## Lời
| Tiếng Mã Lai | Ký tự Jawi | Tiếng Việt |
| --- | --- | --- |
| Berkatlah Yang Dipertuan Besar Negeri Sembilan Kurniai sihat dan makmur Kasihi rakyat lanjutkan umur Akan berkati sekalian yang setia Musuhnya habis binasa Berkatlah Yang Dipertuan Besar Negeri Sembilan. | بركتله يڠ دڤرتوان بسر نڬري سمبيلن كورنيا صيحت دان معمور كاسيهي رعيت لنجوتكن عمور اكن بركتي سكالين يڠ ستيا موسوهڽ هابيس بيناسا بركتله يڠ دڤرتوان بسر نڬري سمبيلن | Phước lành cho Ngài, nhà cai trị vĩ đại của Negeri Sembilan Chúc Ngài mạnh khỏe và sống lâu Yêu công dân của Ngài, sống lâu Sẽ sẵn sàng cầu nguyện cho Ngài Mọi kẻ thù của Ngài sẽ bị tiêu diệt hoàn toàn Phước lành cho Ngài, nhà cai trị vĩ đại của Negeri Sembilan |